# Catedral de San Jorge (Ano Syros)
La Catedral de San Jorge (en griego: καθεδρικός ναός του Αγίου Γεωργίου) es la catedral de la diócesis de Siros. Se encuentra ubicado en la localidad de Ano Syros, en la isla de Siros, en Grecia.
La iglesia fue construida en la cima de una colina cerca del 1200. Varias veces el templo fue reconstruido. En 1617, fue destruida por los turcos otomanos. Desde 1652 la iglesia se convirtió en la catedral de la diócesis de Siros. En 1834, fue la última vez que fue reconstruida y desde entonces tiene un aspecto moderno. En la iglesia hay un icono de San Jorge y el icono de la Madre de Dios "Panagias tis Elpidas" que es de gran valor artístico y cultural. La iglesia tiene también un retrato del obispo Ioannis Andreas Kargas, que fue ahorcado por los turcos.